# Yvonne Bönisch
Yvonne Snir-Bönisch z domu Bönisch (ur. 29 grudnia 1980) – niemiecka judoczka. Złota medalistka olimpijska z Aten.
Zawody w 2004 były jej pierwszymi igrzyskami olimpijskimi. Medal zdobyła w wadze do 57 kilogramów. Wywalczyła dwa srebrne medale mistrzostw świata (2003 i 2005) oraz dwa srebrne krążki mistrzostw Europy (2002 i 2007). Brała udział w igrzyskach w 2008. Startowała w Pucharze Świata w latach 1998–2004, 2006–2009. Dwa razy była mistrzynią Niemiec seniorów.